# 大山种羊场
大山种羊场是一个位于中华人民共和国黑龙江省大庆市杜尔伯特蒙古族自治县的牧场，亦是黑龙江省农垦齐齐哈尔管理局所属的一个牧场。
大山种羊场地处杜蒙县和泰来县交界处，嫩江左岸。1960年建场时以饲养前苏联奥尔洛夫轻型马为主。1978年开始注重优质东北细毛羊的培育。1992年开始发展德国肉用美利奴、特克塞尔、无角道赛特、夏洛莱和萨福克五个世界驰名的肉绵羊生产。2007年末肉羊生产实行转制保值，由国有国营转为民有民营。

## 行政区划
大山种羊场下辖以下单位：
大山场直社区和大山种羊场管理区。